# Paolo Mammola
Paolo Mammola (Torino, 14 giugno 1961) è un politico italiano.

## Biografia
Alle elezioni politiche del 1996 viene eletto deputato della XIII legislatura della Repubblica Italiana nella circoscrizione Piemonte 2 per Forza Italia. Nel 2001 è divenuto sottosegretario di Stato del Ministero delle Infrastrutture e dei Trasporti del Governo Berlusconi II, sotto il ministro Pietro Lunardi.